# Malta (rivière)
Pour les articles homonymes, voir Malta.
La Malta est une rivière de Lettonie. Elle a une longueur de 105 kilomètres.